# Gelagna pallida
Gelagna pallida is een slakkensoort uit de familie van de Cymatiidae. De wetenschappelijke naam van de soort werd voor het eerst geldig gepubliceerd in 1996 door Parth als Linatella (Gelagna) pallida.